# ТЭС Понтнув
ТЭС Понтнув — угольная тепловая электростанция в центральной части Польши.

## Понтнув I и II

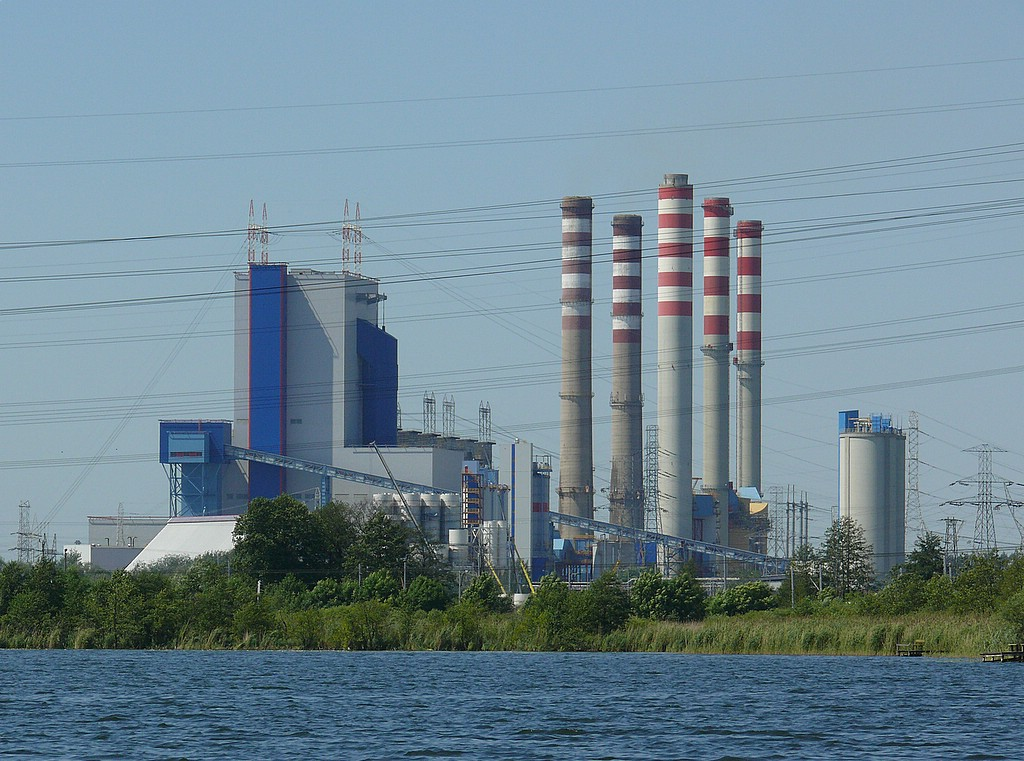
На переднем плане сверхкритический блок и его дымовая труба. На заднем плане — две пары труб блоков первой очереди

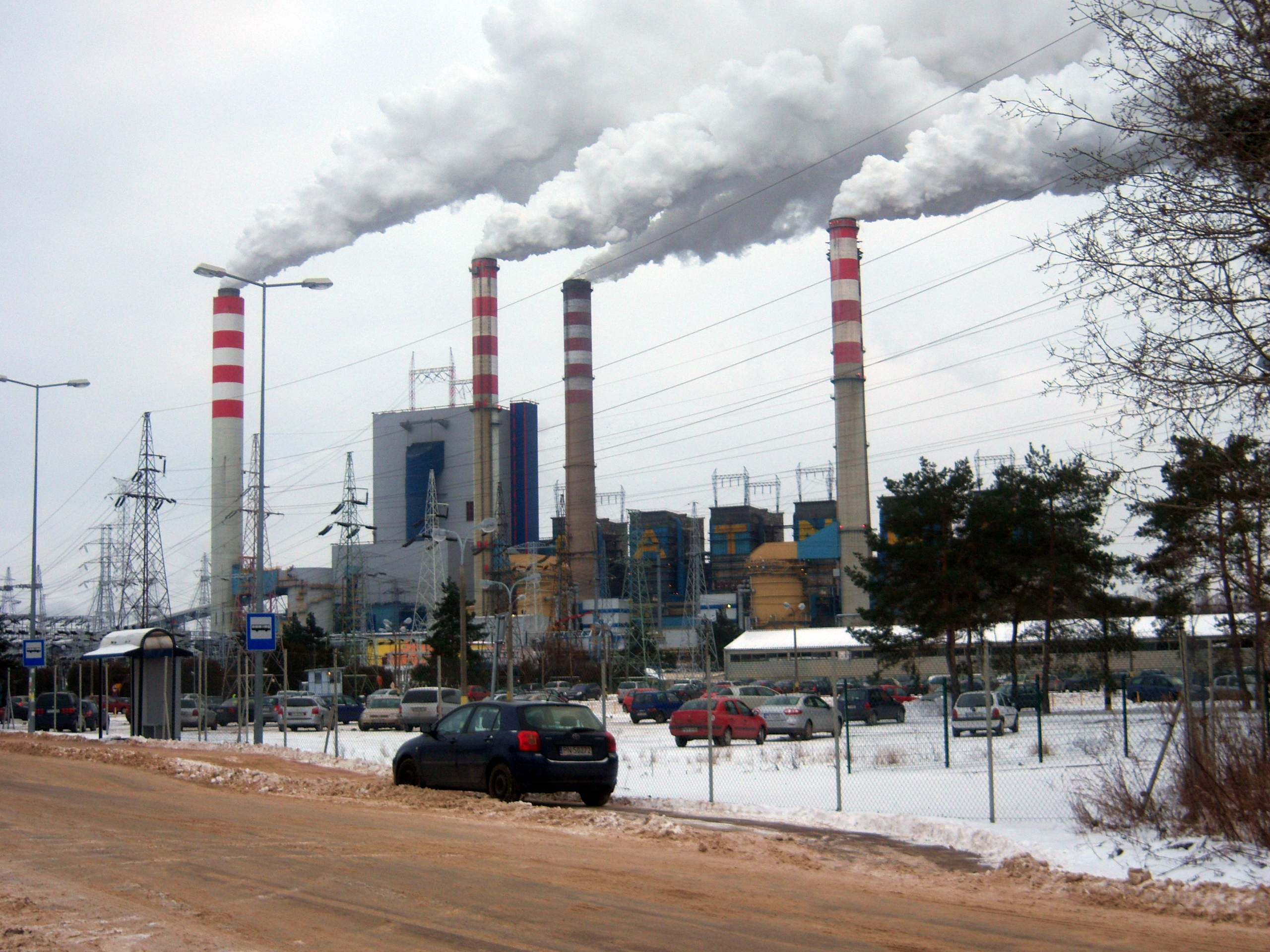
Станция в 2013 году. Одна из четырёх 150-метровых труб первой очереди демонтирована в начале 2010-х

В 1960-х годах было решено использовать для производства электроэнергии запасы бурого угля, обнаруженные в междуречье Вислы и Варты примерно на полпути между Лодзью и Познанью. Угольные пласты залегали близко к поверхности, что позволяло вести открытую добычу. Несколько электростанций комплекса Понтнув – Конин – Адамув построили непосредственно в районе карьеров.
В 1967–1969 годах на площадке ТЭС Понтнув ввели шесть энергоблоков мощностью по 200 МВт. Две турбины ПВК-200-130 для блоков 2 и 3 изготовили на ЛМЗ, остальные четыре — локализованная версия ТК-200 производства польской компании Zamech (Эльблонг). Котлы OP-650B поставила Rafako (Рацибуж), генераторы для блоков 1 и 2 — ленинградская Электросила, остальные — вроцлавский Dolmel. Топливная эффективность блоков составляла 32,9%.
В 1973–1974 годах запустили вторую очередь (Понтнув II) с двумя мазутными блоками. Из-за высокой стоимости топлива они долгое время работали в резерве, а в 2000 году были выведены из эксплуатации.
В 2015 году провели модернизацию блоков 1 и 2, увеличив их мощность до 222 МВт при росте КПД до 37,5%. Однако мощности системы десульфуризации хватало только для одновременной работы четырёх из шести блоков.
На середину 2020 года запланирован вывод блоков 3, 4 и 6, тогда как блок №5 (модернизированный в 2012 году) останется в резерве. Срок службы блоков 1 и 2 продлён до 2030 года при условии разработки нового карьера Ościsłowo.
Станция также может поставлять 18 МВт тепловой энергии.
Продукты сгорания удаляются через четыре дымовые трубы: две высотой 150 м и две — 149 м. 200-метровая труба была демонтирована в 2001 году.
Зола транспортируется по 2,5-километровому пути к озеру Turkusowe (бывший карьер), включая 1,5-километровый мост через озеро Гославское.

## Блок №9
В 2008 году построили новый энергоблок №9 мощностью 474 МВт на буром угле. Котёл со сверхкритическими параметрами пара изготовила Rafako (в составе концерна Alstom), турбину и генератор — Alstom. Топливная эффективность блока — 44%.
Продукты сгорания удаляются через 150-метровую трубу. Выдача электроэнергии осуществляется по ЛЭП 400 кВ.

## Система охлаждения
Особенность станции — система охлаждения с использованием группы естественных озёр, соединённых 30-километровой сетью каналов. Это позволило избежать строительства градирен, задействовав для теплоотвода до 5 водоёмов.